# Drymodes superciliaris
A Drymodes superciliaris  a madarak osztályának verébalakúak (Passeriformes) rendjébe és a cinegelégykapó-félék (Petroicidae) családjába tartozó faj.

## Rendszerezése
A fajt John Gould angol ornitológus írta le 1850-ben.

## Alfajai
- Drymodes superciliaris beccarii[2] vagy Drymodes beccarii[1] Salvadori, 1876
- Drymodes superciliaris brevirostris De Vis, 1897
- Drymodes superciliaris nigriceps Rand, 1940
- Drymodes superciliaris superciliaris Gould, 1850[2]

## Előfordulása
Ausztrália északkeleti részén a York-félszigeten honos. Természetes élőhelyei a szubtrópusi és trópusi síkvidéki esőerdők, lombhullató erdők és cserjések. Állandó, nem vonuló faj.

## Megjelenése
Testhossza 22 centiméter, testtömege 42–46 gramm.

## Életmódja
Gerinctelenekkel táplálkozik.

## Természetvédelmi helyzete
Az elterjedési területe kicsi, egyedszáma viszont stabil. A Természetvédelmi Világszövetség Vörös listáján nem fenyegetett fajként szerepel.